# 默示權力
默示權力（英語：Implied powers）。美國政府僅對某些對象具有權力。默示權力在憲法内賦予了適當的彈性。

## 歷史
當乔治·华盛顿要求亚历山大·汉密尔顿為美國第一銀行的合憲性與杰斐遜、麥迪遜和總檢察長埃德蒙·倫道夫辯論時，漢密爾頓提出了現在被稱爲默示權力的定義。
美國政府僅對某些對象具有權力。漢密爾頓認爲，一般福利條款和必要適當條款賦予了憲法以彈性。漢密爾頓贏得了辯論，華盛頓簽署了該法律。

## 判例法
後來，首席大法官約翰·麥歇爾在美國最高法院訴馬里蘭州一案中援引了美國政府的默示權力。1816年，美國國會通過了建立美國第二銀行的立法。馬里蘭州試圖對銀行徵稅。該州辯稱，《美國憲法》沒有明確授予國會設立銀行的權力。1819年，法院判決駁回馬里蘭州的徵稅。該判例内，國會有權設立銀行，因為《憲法》賦予國會某些包含權力，但未明確規定。
就美國政府而言，默示權力是國會行使《憲法》非明確定義的權力，但是行使這些權力需要適當。這些國會權力的合法性來自稅收和支出條款，以及商業條款。

## 國際法
這一理論也在國際法有使用 。歐盟機構接受隱含默示權力理論的基礎。